# Підстави набуття права власності
Підстави набуття права власності — це передбачені законом юридичні факти, за наявності яких особа набуває майно, стає його власником.
Поряд із підставами існують і способи набуття права власності.
Вказані поняття не слід ототожнювати: підставами набуття права власності (які йменуються ще титулами власності) є наприклад, договір купівлі-продажу, заповіт, рішення суду; способами набуття права власності є передання речі, державна реєстрація правочину або права тощо. Для договорів, які потребують нотаріального посвідчення та у певних випадках державної реєстрації, факт їх укладення служить не тільки підставою, а й способом набуття права власності.
Правове значення розмежування зазначених понять полягає в тому, що наявність способу набуття права власності сама по собі не тягне виникнення права власності.
Спосіб — усього лише інструмент законодавця, що забезпечує правильний з погляду суспільної волі напрямок реалізації волі набувача. Правові наслідки у вигляді набуття права власності породжуються тільки наявністю підстави набуття права власності як конкретного завершеного юридичного факту або складу. Спосіб же служить нормативною передумовою для появи підстави. Підстава виступає результатом реалізації способу. Відповідно, вони співвідносяться як загальна передумова (спосіб) і окрема основа (підстава) виникнення правовідносин власності.
Набуття права власності у однієї особи в переважній більшості пов'язане з припиненням права власності в іншої, що часто обумовлене проблематикою правонаступництва. Дії з набуття права власності мають бути правомірними та добросовісними. Це стосується: а) способів набуття права власності;
б) процедури набуття права власності
в) особи-набувача.

## Принципи набуття права власності
Статтею 328 ЦК встановлюються принципові засади набуття права власності:
- відкритість (невичерпність) переліку підстав його виникнення. Це означає, що право власності може набуватися у будь-який спосіб, що не суперечить закону. Зокрема, найбільш поширеною підставою набуття права власності, як і набуття цивільних прав взагалі, є правочини.
- законність набуття права власності, тобто право власності вважається набутим правомірно, якщо інше прямо не випливає із закону або якщо незаконність набуття права власності встановлена рішенням суду.

## Класифікація підстав виникнення права власності
Підстави виникнення права власності поділяються на первісні та похідні.
До первісних підстав відносяться ті способи, за якими право власності виникає на річ вперше або незалежно від волі попередніх власників:
1. новостворене майно (ст. 331);
2. переробка речі (ст. 332);
3. привласнення загальнодоступних дарів природи (ст. 333);
4. безхазяйна річ (ст. 335);
5. набуття права власності на рухому річ, від якої власник відмовився (ст. 336);
6. знахідка (ст. 338);
7. бездоглядна домашня тварина (ст. 341);
8. скарб (ст. 343);
9. набувальна давність (ст. 344);
10. викуп пам'ятки історії та культури (ст. 352);
11. реквізиція (ст. 353);
12. конфіскація (ст. 354).

До похідних відносяться ті підстави, за якими право власності на річ виникає за волею попереднього власника:
1. цивільні правочини;
2. спадкування за законом;
3. спадкування за заповітом.

Практичне значення такого поділу полягає в тому, що при похідних підставах виникнення права власності на річ завжди необхідно враховувати можливість існування прав на дану річ інших осіб — невласників (наприклад, орендаря, заставодержателя, суб'єкта іншого обмеженого речового права). Ці права, як правило, не припиняються при зміні власника речі, яка переходить до нового володільця. Зрозуміло, що на первісного набувача речі подібні обмеження не поширюватимуться. У цьому відношенні діє відомий ще з римського приватного права принцип: «Ніхто не може передати іншому більше прав, ніж сам має».
Існує також такий поділ підстав набуття права власності, як загальні (правочини, спадкування та ін.), які можуть призвести до виникнення права власності у будь-якого суб'єкта, та спеціальні (конфіскація, реквізиція та ін.), які можуть забезпечити виникнення права власності у певних суб'єктів, наприклад держави чи фізичних осіб.

## Момент набуття права власності
Важливим при набутті права власності є момент, з якого особа вважається власником. Враховуючи те, що право власності може набуватися первісними та похідними способами, різняться моменти набуття права власності.

### Момент набуття права власності на майно, що виникає з похідних підстав
За загальним правилом, момент набуття права власності за договором пов'язується з переданням майна, якщо інше не встановлено договором або законом (ч. 1 ст. 334 ЦК).
З цього можна зробити принаймні два висновки: для набуття права власності на майно потрібно два правочини — договір, який є підставою набуття права власності, та передання майна, який є способом набуття права власності; правила щодо передачі як умови виникнення права власності свідчать про розмежування зобов'язання (договору) і речового права (власності).
Домовленість, що закріплена у договорі, стосується обов'язку продавця в майбутньому передати річ, тобто перенести право власності на неї на іншу особу — набувача. Адже, за загальним правилом, право власності на майно, що є предметом консенсуального договору, виникає не одномоментно з його укладенням. Виняток становлять реальні договори, які вважаються укладеними з моменту передання майна. Набуття права власності на майно за договорами, які потребують нотаріального посвідчення, пов'язане з цим посвідченням (ч. З ст. 334 ЦК), а право на нерухоме майно, що підлягає державній реєстрації, виникає з дня реєстрації права на нього (ч. 4 ст. 334 ЦК).
Відтак набуття права власності відповідно до ЦК пов'язано з:
- переданням майна;
- нотаріальним посвідченням договору;
- державною реєстрацією права на нерухоме майно.

### Момент набуття права власності на майно, що виникає з первісних підстав
Хоча момент набуття права власності традиційно розглядається стосовно похідних способів набуття цього права, але він є вагомим і при первісних способах.
Право власності виникає:
- за набувальною давністю: зі спливом встановленого строку або з моменту державної реєстрації права на нерухоме майно (абз. З ч. 1 ст. 344 ЦК);
- при створенні нової речі у момент її створення, оскільки власника у неї не було, бо не було самого об'єкта права власності до його створення;
- на новостворене нерухоме майно (будівлі, споруди тощо) або з моменту завершення будівництва (створення майна) (ч. 2 ст. 331 ЦК); з моменту його прийняття до експлуатації, якщо законом або договором передбачено прийняття нерухомого майна до експлуатації; з моменту державної реєстрації, якщо право власності на нерухоме майно відповідно до закону підлягає такій реєстрації.

Наведені норми свідчать про те, що набуття права власності первісним способом пов'язане з його державною реєстрацією. Це стосується передусім прав на нерухоме майно. Водночас можуть виникати питання щодо набуття права власності на самочинне будівництво, оскільки у ст. 376 ЦК лише встановлюється, що це можливо за рішенням суду (за наявності певних умов, необхідних для цього) і не вказується на необхідність державної реєстрації прав на нього. Враховуючи спрямованість закону на державну реєстрацію всіх прав на нерухомість із наданням значення саме їй у механізмі набуття права власності, правильним буде стверджувати, що воно набувається не з моменту набрання рішенням суду законної сили, а з моменту державної реєстрації права на об'єкт, який було самочинно побудовано і яка здійснюється на підставі рішення суду.

## Характеристика способів набуття права власності

### Набуття права власності на новостворене майно
Виробництво є найпоширенішим первісним способом набуття права власності. Створення нової речі як у промислових масштабах, так і в одиночному екземплярі, незалежно від форми власності, характеризує процес розширеного відтворення. Відповідно до закону, право власності на нову річ, яка виготовлена (створена) особою, набувається нею, якщо інше не встановлено договором або законом.
Особа, яка виготовила (створила) річ зі своїх матеріалів на підставі договору, є власником цієї речі.
Законодавець визначив особливості набуття права власності на новостворене нерухоме майно (житлові будівлі, споруди тощо). На такі об'єкти право власності виникає з моменту завершення будівництва (створення майна). Якщо право власності на нерухоме майно відповідно до закону підлягає державній реєстрації, право власності виникає з моменту державної реєстрації.
Слід звернути увагу на те, щодо завершення будівництва (створення майна) особа вважається власником матеріалів, обладнання тощо, які були використані в процесі цього будівництва (створення майна). За заявою заінтересованої особи І суд може визнати її власником недобудованого нерухомого майна, якщо буде встановлено, що частка робіт, яка не виконана відповідно до проекту, є незначною.

### Набуття права власності на перероблену річ
Переробкою є використання однієї речі (матеріалу), в результаті чого створюється нова річ. Такий спосіб набуття права власності називають специфікацією.
До прийняття ЦК України цей спосіб не регулювався цивільним законодавством України, отже норма про переробку речі запроваджена вперше. Зауважимо, що особа, яка самочинно переробила чужу річ, не набуває права власності на нову річ і зобов'язана відшкодувати власникові матеріалу його вартість. Право власності на рухому річ, створену шляхом переробки з матеріалу, що їй не належить, набувається власником матеріалу за його бажанням, якщо інше не встановлено договором або законом.
Якщо вартість переробки і створеної нової речі істотно перевищує вартість матеріалу, право власності на нову річ набуває за її бажанням особа, яка здійснила таку переробку. У цьому разі особа, яка здійснила переробку, зобов'язана відшкодувати власникові матеріалу моральну шкоду
У разі набуття права власності власником матеріалу на виготовлену річ, він зобов'язаний відшкодувати вартість переробки особі, яка її здійснила, якщо інше не встановлено договором.

### Привласнення загальнодоступних дарів природи
Особа, яка зібрала ягоди, лікарські рослини, зловила рибу або здобула іншу річ у лісі, водоймі тощо, є їхнім власником, якщо вона діяла відповідно до закону, місцевого звичаю або загального дозволу власника відповідної земельної ділянки (ст. 333 Цивільного кодексу України).

### Набуття права власності на безхазяйну річ
Безхазяйною є річ, яка не має власника або власник якої невідомий. Порядок набуття права власності на безхазяйну річ встановлюється ст. 335 ЦК України. Як правило, безхазяйна річ може бути передана за рішенням суду у комунальну власність. Законодавець також встановлює, що безхазяйні речі можуть набуватися у власність за набувальною давністю, крім випадків, встановлених ст.ст 336, 338, 341 і 343 ЦК України.

### Знахідка
Знахідка — це виявлення загубленої кимось речі. За українським законодавством, особа, яка знайшла загублену річ, не стає її власником. Відповідно до ст. 337 ЦК України, особа, яка знайшла загублену річ, зобов'язана негайно повідомити про це особу, яка її загубила, або власника речі і повернути знайдену річ цій особі.

### Бездоглядна домашня тварина
Бездоглядною визнається така домашня тварина, що вибула з володіння власника або особи, якій вона була передана у володіння, поза їх волею. Особливої уваги заслуговує той факт, що положення статті, що коментується, а також двох наступних статей ЦК не поширюються на диких тварин, навіть, якщо вони утримуються в домашніх умовах. Спеціальні правила, що стосуються бездоглядних домашніх тварин, пояснюються тим, що ЦК розглядає їх як особливі об´єкти права (див. статтю 180 ЦК та коментар до неї), що вимагають турботи, нагляду та сумлінного ставлення. Тому, хоча загальні правила про набуття права власності на бездоглядних домашніх тварин схожі з правилами про набуття права власності на знахідку (статті 337—339 ЦК), все ж таки між ними є і суттєві відмінності. Так особа, що затримала бездоглядну домашню тварину, повинна протягом трьох днів заявити про це міліції або органові місцевого самоврядування, якщо одразу вона не змогла знайти власника цієї тварини та повернути її. Вказані органи зобов´язані вжити заходів щодо розшуку власника такої тварини.

### Скарб
Скарбом є закопані у землі чи приховані іншим способом гроші, валютні цінності, інші цінні речі, власник яких невідомий або за законом втратив на них право власності. Особа, яка виявила скарб, набуває права власності на нього. Якщо скарб був прихований у майні, що належить на праві власності іншій особі, особа, яка виявила його, та власник майна, у якому скарб був прихований, набувають у рівних частках право спільної часткової власності на нього. Слід звернути увагу на те, що законодавством закріплюється положення про те, що у разі виявлення скарбу особою, яка здійснювала розкопки чи пошук цінностей без згоди на це власника майна, в якому він був прихований, право власності на скарб набуває власник цього майна.
Зауважимо, що законодавець визначає особливості набуття права власності на скарб, що є пам'яткою історії та культури. Право власності на такий скарб набуває держава. Проте, особа, яка виявила такий скарб має право на одержання винагороди у розмірі до двадцяти відсотків за певних умов, які визначаються ч. 4 ст. 343 ЦК України.
Слід знати, що положення ст. 343 ЦК України про набуття права власності на скарб не поширюються на осіб, які виявили скарб під час розкопок, пошуків, що проводилися відповідно до їхніх трудових або договірних обов'язків.

### Набуття права власності у разі приватизації державного майна та майна, що є у комунальній власності
Фізична або юридична особа може набути право власності у разі приватизації державного майна та майна, що є в комунальній власності.
Приватизація здійснюється у порядку, встановленому законом, зокрема питання приватизації регулюються Законами України та іншими нормативно-правовими актами. З юридичної точки зору, приватизація — це майновий правочин, змістом якої є оплатне, частково оплатне або безоплатне відчуження державного та комунального майна. Оплатні й частково оплатні право чини є особливими договорами купівлі-продажу державного майна. Залежно від того, який саме об'єкт є предметом купівлі-продажу, законодавець визначає зміст відповідного договору. Згідно з приватизаційним законодавством, право власності на приватизований об'єкт переходить до покупця з моменту нотаріального посвідчення договору купівлі-продажу.

### Набувальна давність
Новими є положення ЦК України про набувальну давність. Так, закон України зазначає, що особа, яка добросовісно заволоділа чужим майном і продовжує відкрито, безперервно володіти нерухомим майном протягом десяти років або рухомим майном — протягом п'яти років, набуває право власності на це майно (набувальна давність), якщо інше не встановлено ЦК України. Якщо особа заволоділа майном на підставі договору з його власником, який після закінчення строку договору не пред'явив вимоги про його повернення, вона набуває право власності за набувальною давністю на нерухоме майно через п'ятнадцять, а на рухоме майно — через п'ять років з часу спливу позовної давності.